# 神明神社 (さいたま市見沼区蓮沼)
神明神社（しんめいじんじゃ）は、埼玉県さいたま市見沼区の神社。

## 歴史
創建年代は不明である。ただ江戸時代後期の地誌『新編武蔵風土記稿』に記載されていることから、その頃には既に存在していたものと推測される。同市同区大字南中野の正福寺が別当寺であった。
明治初期からの近代社格制度において、当社氏子の列格運動にもかかわらず「無格社」となってしまった。その後の神社としての整備拡充の甲斐あって、1944年（昭和19年）にようやく「村社」に列せられた。

## 交通アクセス
- 大和田駅より徒歩16分。